# Directeur de cabinet du président de la république du Sénégal
 (mai 2025).
La mise en forme du texte ne suit pas les recommandations de Wikipédia : il faut le « wikifier ».
Les points d'amélioration suivants sont les cas les plus fréquents. Le détail des points à revoir est peut-être précisé sur la page de discussion.
- Les titres sont pré-formatés par le logiciel. Ils ne sont ni en capitales, ni en gras.
- Le texte ne doit pas être écrit en capitales (les noms de famille non plus), ni en gras, ni en italique, ni en « petit »…
- Le gras n'est utilisé que pour surligner le titre de l'article dans l'introduction, une seule fois.
- L'italique est rarement utilisé : mots en langue étrangère, titres d'œuvres, noms de bateaux, etc.
- Les citations ne sont pas en italique mais en corps de texte normal. Elles sont entourées par des guillemets français : « et ».
- Les listes à puces sont à éviter, des paragraphes rédigés étant largement préférés. Les tableaux sont à réserver à la présentation de données structurées (résultats, etc.).
- Les appels de note de bas de page (petits chiffres en exposant, introduits par l'outil «  Source ») sont à placer entre la fin de phrase et le point final[comme ça].
- Les liens internes (vers d'autres articles de Wikipédia) sont à choisir avec parcimonie. Créez des liens vers des articles approfondissant le sujet. Les termes génériques sans rapport avec le sujet sont à éviter, ainsi que les répétitions de liens vers un même terme.
- Les liens externes sont à placer uniquement dans une section « Liens externes », à la fin de l'article. Ces liens sont à choisir avec parcimonie suivant les règles définies. Si un lien sert de source à l'article, son insertion dans le texte est à faire par les notes de bas de page.
- La présentation des références doit suivre les conventions bibliographiques. Il est recommandé d'utiliser les modèles {{Ouvrage}}, {{Chapitre}}, {{Article}}, {{Lien web}} et/ou {{Bibliographie}}. Le mode d'édition visuel peut mettre en forme automatiquement les références.
- Insérer une infobox (cadre d'informations à droite) n'est pas obligatoire pour parachever la mise en page.

Pour une aide détaillée, merci de consulter Aide:Wikification.
Si vous pensez que ces points ont été résolus, vous pouvez retirer ce bandeau et améliorer la mise en forme d'un autre article.

La fonction de directeur de cabinet du Président de la République du Sénégal, exercée de manière cumulative avec celle de Secrétaire général de la Présidence par Bamba Diarra et Abdou Diouf, revêt un caractère hautement stratégique. Elle a été le tremplin pour des parcours politiques éminents, ayant conduit Abdou Diouf à la magistrature suprême en tant que président de la République, et permis à trois personnalités de devenir Premiers ministres : Moustapha Niasse, Idrissa Seck et Souleymane Ndéné Ndiaye.

## Fonction
Le directeur de Cabinet assiste le Président de la République dans tous les domaines et supervise les actions relatives à la sécurité. Il prépare les décisions et arbitrages du Président et le tient informé de leur mise en œuvre. Présent au Conseil des ministres, aux Conseils présidentiels et aux Conseils interministériels, il participe aux séances de travail du Président de la République. Recevant délégation de signature, il contrôle les actes relevant de sa compétence, notamment ceux qui doivent être signés par le Président. Le directeur de Cabinet peut s'entourer d’un ou plusieurs directeurs de Cabinet adjoints, qui ont rang de directeur de Cabinet ministériel, et dispose d’un chef de Cabinet, d’un Secrétariat et de chargés de mission.
Au fil de l'histoire, certains directeurs de Cabinet ont également porté le titre de ministre ou de ministre d'État, renforçant ainsi leur autorité et leur influence au sein de l’appareil gouvernemental. Cette fonction, au cœur de l’appareil de décision de l’État, incarne une responsabilité majeure et requiert des compétences à la fois stratégiques, diplomatiques et organisationnelles.

## Liste des Directeurs de Cabinet du Président de la République du Sénégal[2],[3]
| Présidents            | Directeurs de Cabinet    | Périodes    |
| --------------------- | ------------------------ | ----------- |
| Léopold Sédar Senghor | Bamba Diarra             | (?) - 1963  |
| Léopold Sédar Senghor | Abdou Diouf              | 1963 - 1964 |
| Léopold Sédar Senghor | Christian Valantin       | 1964 - (?)  |
| Léopold Sédar Senghor | Babacar Ba               | (?) - 1970  |
| Léopold Sédar Senghor | Moustapha Niasse         | 1970 - 1978 |
| Léopold Sédar Senghor | Djibo Leyti Ka           | 1978 - 1980 |
| Abdou Diouf           | Ousmane Tanor Dieng      | 1980 - 2000 |
| Abdoulaye Wade        | Idrissa Seck             | 2000 - 2002 |
| Abdoulaye Wade        | Abdoul Kader Sow         | 2002 - 2005 |
| Abdoulaye Wade        | Souleymane Ndéné Ndiaye  | 2005 - 2007 |
| Abdoulaye Wade        | Zaccharia Diaw           | 2007 - 2009 |
| Abdoulaye Wade        | Habib Sy                 | 2009 - 2012 |
| Macky Sall            | Abdoul Aziz Ba           | 2012 - 2013 |
| Macky Sall            | Mor Ngom                 | 2013        |
| Macky Sall            | Abdoul Aziz Tall         | 2013 - 2014 |
| Macky Sall            | Mouhamadou Makhtar Cissé | 2014 - 2015 |
| Macky Sall            | Oumar Youm               | 2015 - 2019 |
| Macky Sall            | Augustin Tine            | 2019 - 2020 |
| Macky Sall            | Mahmoud Saleh            | 2020 - 2022 |
| Macky Sall            | Abdoulaye Daouda Diallo  | 2022 -2023  |
| Macky Sall            | Cheikh Kanté             | 2023 -2024  |
| Macky Sall            | Mouhamadou Makhtar Cissé | 2024        |
| Macky Sall            | Ismaila Madior Fall      | 2024        |
| Bassirou Diomaye Faye | Mary Teuw Niane          | 2024        |